# Танцы на льду (телепередача)
«Танцы на льду» (в 2008 году — «Звёздный лёд») — развлекательное телешоу, стартовавшее на телеканале «Россия» 20 августа 2006 года. Российская версия английской программы телеканала ITV «Dancing on ice» (дистрибьютор — Granada International).

## О программе
В шоу участвуют пары, каждая из которых состоит из профессионального фигуриста и звезды телеэкрана, кинематографа, театра и тому подобное.
«Танцы на льду» шли в пакете к лицензии на «Танцы со звездами».

## Ведущие
| Анастасия Заворотнюк |
| Юрий Николаев        |
| Максим Галкин        |
| Евгений Плющенко     |

## Сезоны
| Сезон | Период трансляции             | Победители      | Победители    | Ведущие              | Ведущие          | Члены жюри (основные) | Члены жюри (основные) | Члены жюри (основные) | Члены жюри (основные) | Члены жюри (основные) |
| Сезон | Период трансляции             | Победители      | Победители    | Ведущие              | Ведущие          | 1                     | 2                     | 3                     | 4                     | 5                     |
| ----- | ----------------------------- | --------------- | ------------- | -------------------- | ---------------- | --------------------- | --------------------- | --------------------- | --------------------- | --------------------- |
| 1     | 20 августа — 15 октября 2006  | Пётр Красилов   | Оксана Грищук | Анастасия Заворотнюк | Юрий Николаев    | Елена Чайковская      | Ирина Моисеева        | Игорь Бобрин          | Николай Цискаридзе    | Андрей Миненков       |
| 2     | 26 августа — 11 ноября 2007   | Юлия Ковальчук  | Пётр Чернышёв | Анастасия Заворотнюк | Юрий Николаев    | Елена Чайковская      | Ирина Моисеева        | Игорь Бобрин          | Николай Цискаридзе    | Андрей Миненков       |
| 3     | 27 сентября — 31 декабря 2008 | Лера Кудрявцева | Стивен Казинс | Максим Галкин        | Евгений Плющенко | Елена Чайковская      | Ирина Моисеева        | Игорь Бобрин          | Николай Цискаридзе    | Приглашённый.         |

## 1 сезон (2006)

### Жюри[3]
- Елена Чайковская, тренер по фигурному катанию.
- Ирина Моисеева, фигуристка.
- Андрей Миненков, фигурист.
- Игорь Бобрин, фигурист.
- Николай Цискаридзе, народный артист России, лауреат государственных премий РФ, лауреат международных конкурсов артистов балета.

### Ведущие
- Анастасия Заворотнюк
- Юрий Николаев

### Тренеры
- Наталья Бестемьянова
- Андрей Букин

### Участники
1. Актёр Пётр Красилов и Оксана Грищук
2. Певец Сергей Лазарев и Анастасия Гребенкина
3. Гимнастка Ирина Чащина и Руслан Гончаров
4. Актёр Сергей Селин и Оксана Казакова
5. Актриса Лика Кремер и Артур Дмитриев
6. Актриса Анна Азарова и Евгений Платов
7. Актриса Татьяна Догилева и Алексей Урманов
8. Певец Сергей Галанин и Мария Бутырская
9. Певица Лада Дэнс и Вазген Азроян
10. Актёр Ивар Калныньш и Майя Усова

### Победители
- 1-е место — Пётр Красилов и Оксана Грищук
- 2-е место — Сергей Лазарев и Анастасия Гребенкина
- 3-е место — Ирина Чащина и Руслан Гончаров

## 2 сезон (2007)
Сезон носил название «бархатный».
Повременно на телеканале «Спорт» выходила программа-приложение — «Танцы на льду. Взгляд изнутри». Ведущим был Михаил Зеленский.

### Жюри
- Елена Чайковская, тренер по фигурному катанию.
- Ирина Моисеева, фигуристка.
- Андрей Миненков, фигурист.
- Игорь Бобрин, фигурист.
- Николай Цискаридзе, народный артист России, лауреат государственных премий РФ, лауреат международных конкурсов артистов балета.

### Ведущие
- Анастасия Заворотнюк
- Юрий Николаев

### Тренеры
- Наталья Бестемьянова
- Андрей Букин

### Участники
1. Певица Юлия Ковальчук и Петр Чернышёв
2. Ведущий программы «Вести-Москва» Михаил Зеленский и Елена Грушина
3. Певец Пётр Дранга и Оксана Грищук
4. Актёр Анатолий Журавлев и Марина Климова
5. Певица Амалия Мордвинова и Руслан Гончаров
6. Синхронистка Ольга Брусникина и Сергей Пономаренко
7. Актриса Елена Бирюкова и Артур Дмитриев
8. Певец Алексей Чумаков и Татьяна Басова
9. Певец Олег Газманов и Оксана Казакова
10. Актриса Наталья Антонова и Алексей Урманов
11. Актриса Анастасия Микульчина и Аркадий Сергеев
12. Актёр Никита Джигурда и Марина Анисина
13. Актриса Ирина Лачина и Виктор Петренко

### Победители
- 1-е место — Юлия Ковальчук и Петр Чернышёв
- 2-е место — Михаил Зеленский и Елена Грушина
- 3-е место — Пётр Дранга и Оксана Грищук

## 3 сезон (2008)
В этом сезоне шоу сменило название на «Звёздный лёд». Для Максима Галкина этот проект стал первым в роли ведущего канала «Россия».

### Жюри
- Председатель: Елена Чайковская, тренер по фигурному катанию.
- Игорь Бобрин, фигурист.
- Николай Цискаридзе, народный артист России, лауреат государственных премий РФ, лауреат международных конкурсов артистов балета.
- Приглашённый судья.

### Ведущий
- Максим Галкин
- Евгений Плющенко[4]

### Тренеры
- Наталья Бестемьянова
- Андрей Букин

### Участники
1. Телеведущая Лера Кудрявцева и Стивен Казинс
2. Певец Дима Билан и Елена Бережная
3. Актёр Александр Белов и Анастасия Горшкова
4. Телеведущая Фекла Толстая и Джон Циммерман
5. Певец Пьер Нарцисс и Виолетта Афанасьева
6. Певица Юлия Савичева и Жером Бланшар
7. Актёр Виктор Логинов и Оксана Казакова
8. Продюсер Яна Рудковская и Руслан Гончаров
9. Актёр Максим Аверин и Анастасия Гребенкина
10. Актриса Настя Задорожная и Сергей Славнов
11. Актёр Александр Песков и Юлия Обертас
12. Певец Митя Фомин и Елена Романовская
13. Телеведущая Дана Борисова и Сергей Сахновский

### Победители
- 1-е место — Лера Кудрявцева и Стивен Казинс
- 2-е место — Дима Билан и Елена Бережная
- 3-е место — Александр Белов и Анастасия Горшкова